# Ponte do Danúbio
A Ponte do Danúbio (em búlgaro:  Дунав мост, Dunav most ou Мост на дружбата, Most na druzhbata, em romeno:  Podul Prieteniei Giurgiu-Ruse), antes chamada Ponte da Amizade, é uma ponte em treliça de aço construída sobre o rio Danúbio e que liga a cidade de Ruse na Bulgária e a cidade de Giurgiu na Roménia. É uma das duas únicas pontes que ligam Roménia e Bulgária. É rodo-ferroviária.
Inaugurada em 20 de junho de 1954  e desenhada pelos engenheiros soviéticos V. Andreev e N. Rudomazin (o desenho da decoração foi feito pelo arquiteto búlgaro Georgi Ovcharov), a ponte tem 2223,52 metros de comprimento e foi até junho de 2013 (quando se inaugurou a Ponte Vidin-Calafat) a única sobre o Danúbio que partilhavam Bulgária e Roménia, enquanto o resto do tráfego entre estes países circulava por via fluvial.

## Portagens
Os seguintes valores de portagem/pedágio para cruzar a ponte são cobrados pelo lado romeno:
| Veículo ligeiro                                                      | Euro     |
| -------------------------------------------------------------------- | -------- |
| até 8+1 lugares; até 3.5 t                                           | 2 euros  |
| pesados até 7.5 t; entre 9 e 23 lugares                              | 12 euros |
| pesados até 12 t                                                     | 18 euros |
| pesados de mais de 12 t até 3 eixos; veículos com mais de 23 lugares | 25 euros |
| veículos de mais de 12 t e 4 ou mais eixos                           | 37 euros |